# پارک ملی آیرون رنج

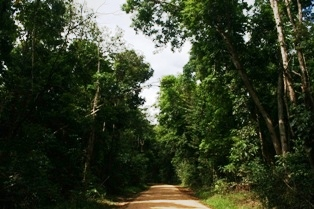
پارک ملی آیرون رنج

پارک ملی آیرون رنج (به انگلیسی: Kutini-Payamu National Park) در ایالت کوئینزلند استرالیا واقع شده است.
محل آن در حدود ۱۹۰۰ کیلومتری شمال غربی مرکز این ایالت، یعنی شهر بریزبن است. پارک ملی آیرون رنج از سطح دریا ۱۰۸ متر ارتفاع دارد. میانگین بارندگی سالانه آن ۱٬۲۹۹ میلی‌متر است. مرطوب‌ترین ماه آن مارس است